# Злица (филм из 2024)
Злица (енгл. Wicked) амерички је филм из 2024. са елементима мјузикла и фантастике. Режију потписује Џон М. Чу, по сценарију Вини Холцман и Дејне Фокс. Први је део дводелне филмске адаптације истоименог мјузикла Стивена Шварца и Холцманове, који се темељи на истоименом роману Грегорија Магвајера из 1995. Главне улоге тумаче Синтија Ериво и Аријана Гранде.
Радња се одвија у земљи Оз, пре доласка Дороти Гејл из Канзаса, а врти се око жене зелене коже по имену Елфаба Троп и приказује пут који је води до тога да постане Зла Вештица Запада, као и њено пријатељство а потом ривалство са Галиндом Апланд, која ће касније постати Добра Глинда.
Премијера је приказана 3. новембра 2024. у Сиднеју, док је приказивање у биоскопима започело 22. новембра у САД, односно 5. децембра у Србији, титлован и синхронизован на српски језик. Дан пре саме премијере филма у Србији, Пинк је емитовао телевизијски специјал Пркосећи гравитацији: Иза кулиса „Злице”. Филм је добио позитивне рецензије критичара и зарадио преко 752 милиона долара, наспрам буџета од 150 милиона долара.
Амерички филмски институт га је прогласио једним од 10 најбољих филмова из 2024, док му је Национални одбор за рецензију филмова доделио награду за најбољи филм. Био је номинован за десет Оскара. Сматра се феноменом популарне културе и једним од најбољих филмских мјузикла 21. века. Наставак, Злица: Други део, биће приказан 21. новембра 2025.

## Радња
У земљи Оз, Жвакачи славе смрт Зле Вештице Запада. Дете пита Добру Глинду зашто постоји зло, на шта она одговара причом о Вештици: рођена из афере између супруге тадашњег гувернера Тропа и путујућег трговца, била је одбачена од рођења због своје зелене коже, због чега је претрпела тешко детињство. На питање да ли су она и Вештица биле пријатељице, Глинда одговара да су им се путеви укрстили и присећа се своје прошлости.
Неколико година раније, Елфаба Троп долази на Универзитет Шиз како би испратила своју млађу сестру Несарозу која болује од параплегије. Мадам Морибл, професорка чаробњаштва, нуди приватне часове Елфаби након што је увидела њене способности. Елфаба прихвата у нади да ће јој то омогућити да упозна владара Оза, моћног Чаробњака, који би јој променио зелену боју коже. Међутим, на њено незадовољство, она је приморана да дели собу са живахном, популарном Галиндом Апланд. Једне ноћи, Елфаба прати доктора Диламонда, јарца који прича и професора историје Оза, који се суочава са дискриминацијом због свог изгледа. Диламонд јој открива да животиње у Озу губе своја грађанска права, на шта га Елфаба уверава да ће Чаробњак решити овај проблем.
Универзитету Шиз се придружује бунтовни Фијеро Тигелар који одлучује да одведе студенте у забрањену балску дворану. Галинда убеђује Бока Вудсмана, живахног Жвакача који је заљубљен у њу, да позове Несарозу на бал како би она могла да иде са Фијером. У дворани, Галинда наилази на мадам Морибл, која јој открива да је Елфаба тражила да се Галинди дозволи учешће на часовима чаробњаштва у знак захвалности за упознавање Бока и Несарозе. Елфаба тада долази у дворану, где је остали студенти исмевају због њене одевне комбинације, након чега јој Галинда пружа руку пријатељства.
Следећег дана, Диламонд је насилно протеран из учионице након што је објављено да школски одбор од сада забрањује животињама да подучавају. Његова замена, бескрупулозни професор Никидик, покушава да експериментише уживо на уплашеном младунчету лава, али Елфабина чаролија успављује све осим ње и Фијера. Они беже из кампуса и пуштају младунче у шуму.
Елфаба добија позивницу од Чаробњака, који је чуо за њен дар. Галинда, која сада скраћује своје име у „Глинда” у част Диламондовог погрешног изговора, одлази код Чаробњака са њом. Њих две се возе брзим возом до главног града Оза, Смарагдног града, након чега постају најбоље пријатељице.
Након што је упознала Чаробњака, Елфаба му говори да јој је жеља да помогне животињама уместо да промени боју своје коже. Мадам Морибл открива да је дошла да присуствује првом сусрету Елфабе и Чаробњака. Чаробњак и мадам Морибл подстичу Елфабу да чита из свете књиге чаролија. Њена чаролија чини да Чаробњакови чувари мајмуни добију крила, које мадам Морибл и Чаробњак планирају да користе као шпијуне. Елфаба схвата да су они ти који стоје иза тога да животиње губе своја права и говор, као и да је Чаробњак преварант. Ужаснута што је искоришћена да откључа књигу чаролија и додатно потчини животиње, Елфаба бежи.
Глинда прати Елфабу и преклиње је да се извини мадам Морибл и Чаробњаку, али Елфаба одлучује да осујети њихове окрутне планове. Она се емотивно опрашта од Глинде, која је подржава, али је чувари задржавају. Елфаба користи исту чаролију коју је користила на мајмунима како би метли дала способност летења и на њој бежи из града, избегавајући Чаробњакове чуваре мајмуне. Након што мадам Морибл саопштава грађанима да је Елфаба „Зла Вештица”, студенти Универзитета Шиз напуштају кампус. У међувремену, Елфаба лети на запад.

## Улоге
| Глумац               | Улога            |
| -------------------- | ---------------- |
| Синтија Ериво        | Елфаба Троп      |
| Аријана Гранде       | Галинда Апланд   |
| Џонатан Бејли        | Фијеро Тигелар   |
| Итан Слејтер         | Бок Вудсман      |
| Боуен Јанг           | Фани             |
| Мариса Боди          | Несароза Троп    |
| Питер Динклиџ        | доктор Диламонд  |
| Мишел Јео            | мадам Морибл     |
| Џеф Голдблум         | Чаробњак из Оза  |
| Бронвин Џејмс        | Шеншен           |
| Енди Најман          | гувернер Троп    |
| Кортни-Меј Бригс     | госпођа Троп     |
| Кила Сетл            | госпођица Кодл   |
| Арон Тео             | Аварик           |
| Шерон Д. Кларк       | дадиља           |
| Колин Мајкл Кармајкл | професор Никидик |